# SN 2003ga
SN 2003ga – supernowa typu II odkryta 24 maja 2003 roku w galaktyce A142233+5222. W momencie odkrycia miała maksymalną jasność 23,40m.